# Porte de Paris (Châtillon-sur-Seine)
Pour les articles homonymes, voir Porte de Paris.
La porte de Paris est une ancienne porte de la ville française de Châtillon-sur-Seine, en Côte-d'Or en Bourgogne-Franche-Comté.

## Localisation
L’édifice est situé rue de l’Abbaye et rue Courcelles-Prévoires à Châtillon-sur-Seine dans le département français de la Côte-d'Or.

## Architecture
La porte de Paris, constituée d’une seule grande arche pour laisser passer les personnes et les véhicules, a été construite en grand appareil de pierre calcaire.

## Histoire
L’édifice fait partie de l’ancienne enceinte fortifiée de Châtillon-sur-Seine dont les origines remontent au XIIe siècle.
À la suite de la modification du tracé du Grand Chemin de Paris à Châtillon, l’ancienne porte dite porte de l’Abbaye ne correspondait plus au nouveau tracé du chemin. Une nouvelle porte de ville, dite porte de Paris, a été édifiée en 1765. Le projet de Pierre-Joseph Antoine, sous-ingénieur des Ponts et Chaussées de la province de Bourgogne, a été adopté à la suite du rejet des projets de l’architecte châtillonnais Léger. Le 20 mai 1763, les travaux sont adjugés à Claude Berthelemot, entrepreneur à Chamesson. Ceux-ci sont achevés en 1767.
En 1837 et 1838, des travaux de maçonnerie ont été effectués à la suite d’infiltrations d’eau.
Les fortifications ont été progressivement démantelées après la Révolution mais une petite partie a survécu, notamment le bastion du Petit-Haut et la porte Dijonnaise.
L’édifice est inscrit monument historique le 6 mars 1950.